# Firmin Michelet
Pour les articles homonymes, voir Michelet.
Firmin Michelet, né le 20 septembre 1875 à Tarbes, commune où il est mort le 14 octobre 1951, est un sculpteur et artiste graveur français. Il s'est surtout illustré dans le domaine de la statuaire monumentale.

## Biographie
Firmin Michelet se forme auprès des sculpteurs toulousains Falguière, Mercié et Marqueste. Membre de la Société des artistes français, il expose aux Salon des artistes français, Salon d'Automne et des Tuileries à partir de 1898. Il réalise tout au long de sa carrière officielle récompensée par de nombreux prix, de très nombreux monuments publics et commémoratifs, excellant dans le domaine de la statuaire monumentale. 
Il exécute pour Tarbes le monument au Souvenir des enfants des Hautes-Pyrénées morts pour la France et la statue équestre du maréchal Foch. Il a également réalisé un nombre important de monuments aux morts dans le département des Hautes-Pyrénées. On lui doit également celui du collège Stanislas de Paris.
Cet artiste méconnu est également l'auteur, à côté de Paul Belmondo et quelques autres, d'un bas-relief du palais du Trocadéro. De même, on peut voir de lui de nombreuses sculptures réalisées après la Première Guerre mondiale à la chapelle commémorative du Mémorial des batailles de la Marne. Il a immortalisé les traits du maréchal Foch, tarbais comme lui, par un buste, deux statues en pied et une statue équestre.
Autour de 1900, Firmin Michelet réalise un certain nombre d’œuvres d'inspiration symboliste et Art nouveau, en bronze mais aussi en céramique, pichet à absinthe, vases avec figures, etc.
Le musée d'Orsay conserve aussi quelques-unes de ses œuvres.

## Œuvres

### Monuments aux morts
- Ardennes :
  - Vouziers : monument aux morts[2] ;
- Aude :
  - Fabrezan : monument aux morts[3] ;
- Calvados :
  - Isigny-sur-Mer : monument aux morts[4] ;
- Eure-et-Loir :
  - Luisant : monument aux morts[5] ;
- Haute-Garonne :
  - Saint-Gaudens : monument aux maréchaux Foch, Joffre et Gallieni[6] ;
- Landes :
  - Dax : Monument aux morts de Dax[7] ;
- Hautes-Pyrénées :
  - Andrest : monument aux morts[8],
  - Cauterets : monument aux morts[9],
  - Luz-Saint-Sauveur : monument aux morts[10],
  - Mauléon-Barousse : monument aux morts,
  - Rabastens-de-Bigorre : monument aux morts (inauguré le 7 août 1921, devant le portail de l'église Saint-Louis),
  - Séméac : monument aux morts,
  - Tarbes : monument aux morts des Hautes-Pyrénées (groupe en bronze, allée du Général-Leclerc)[11],
  - Tournay : monument aux morts.

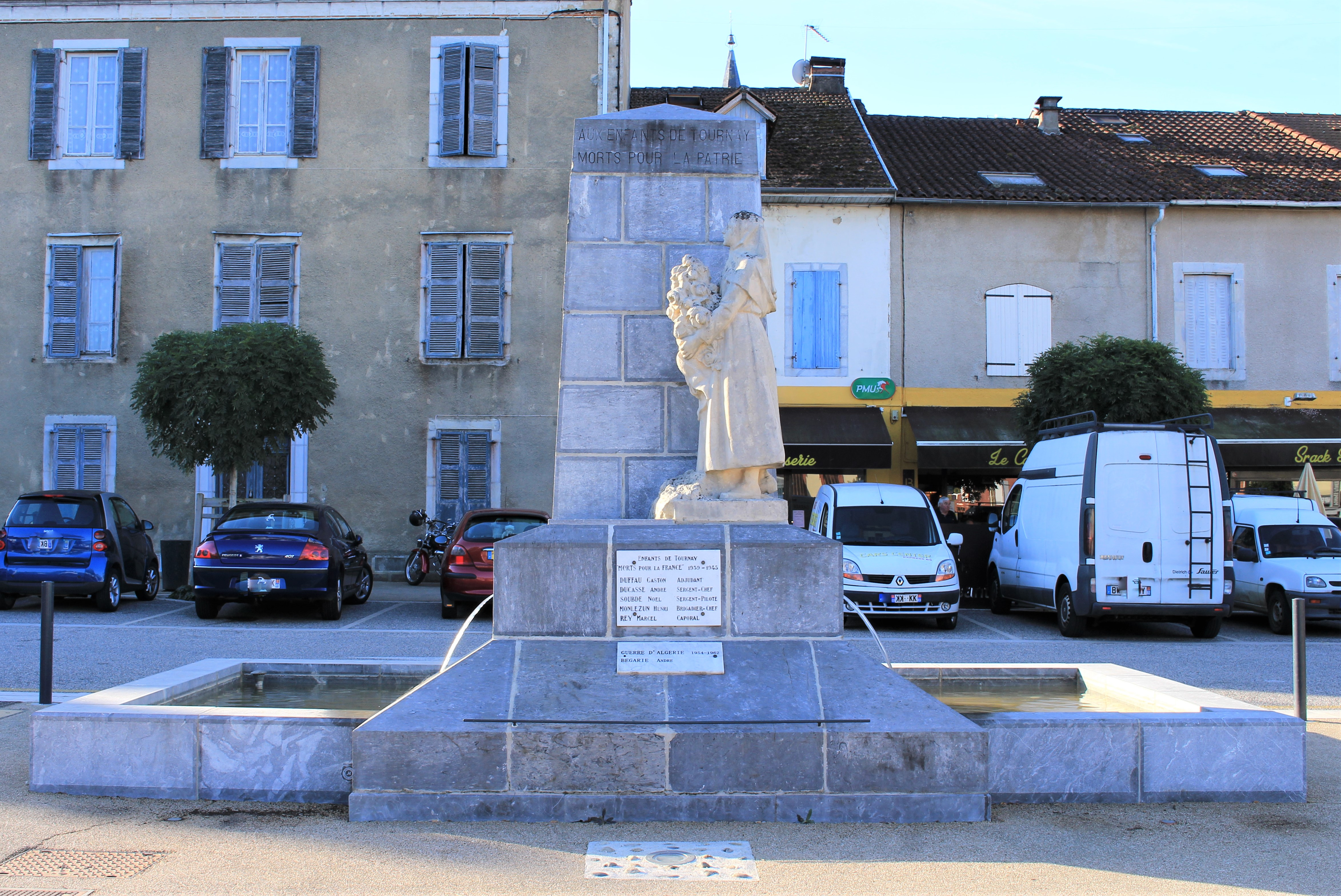
Tournay
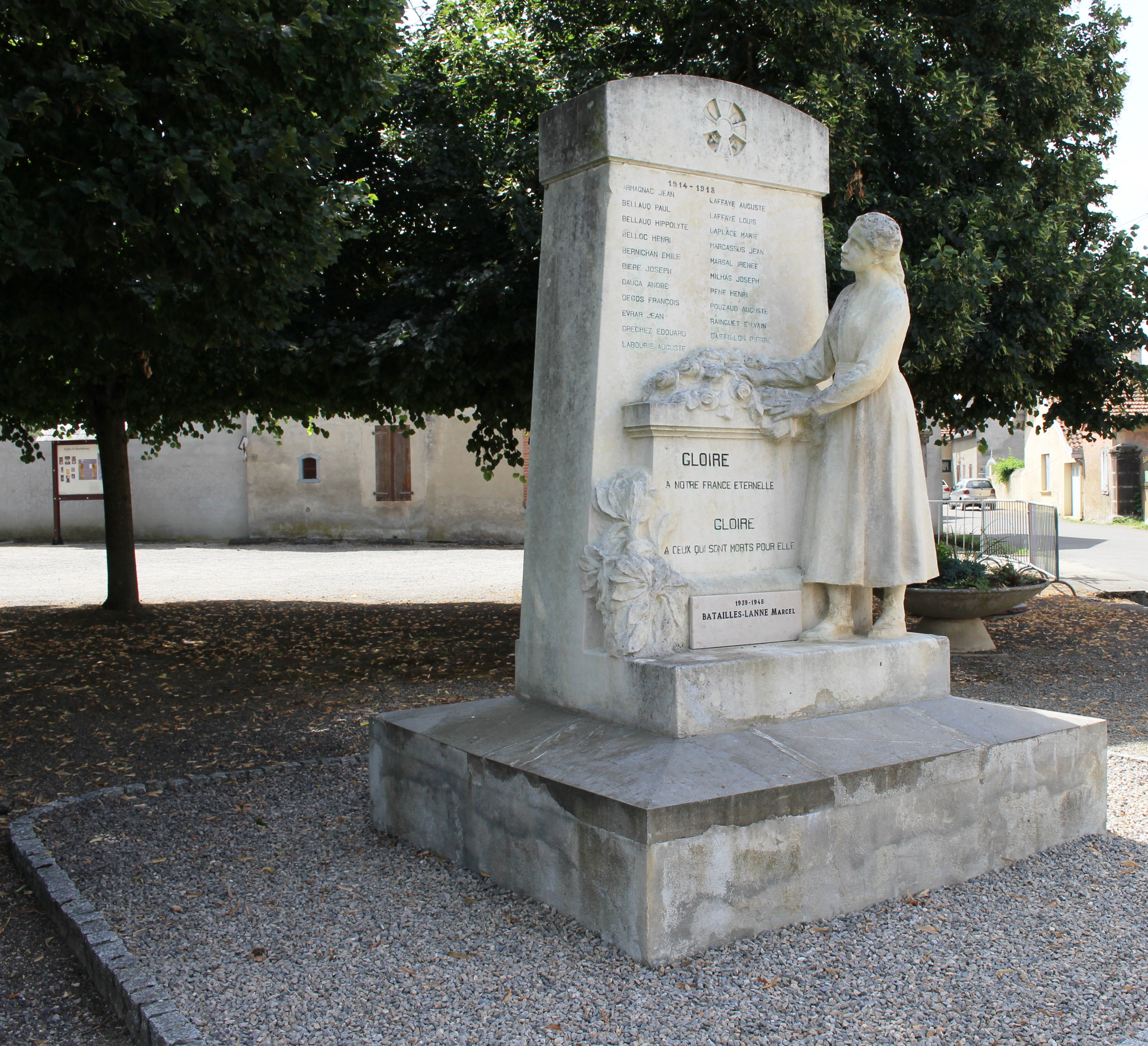
Andrest
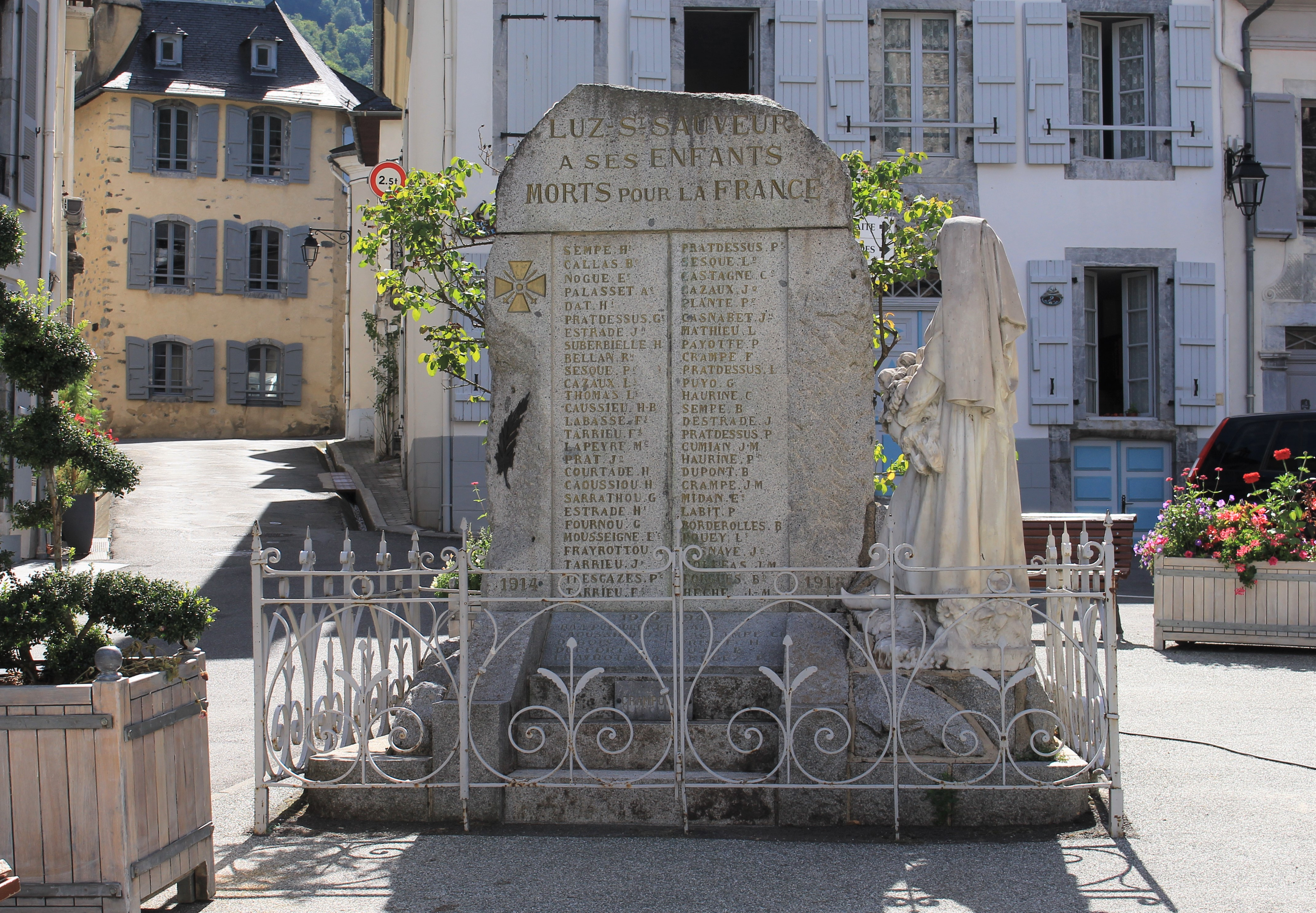
Luz-Saint-Sauveur
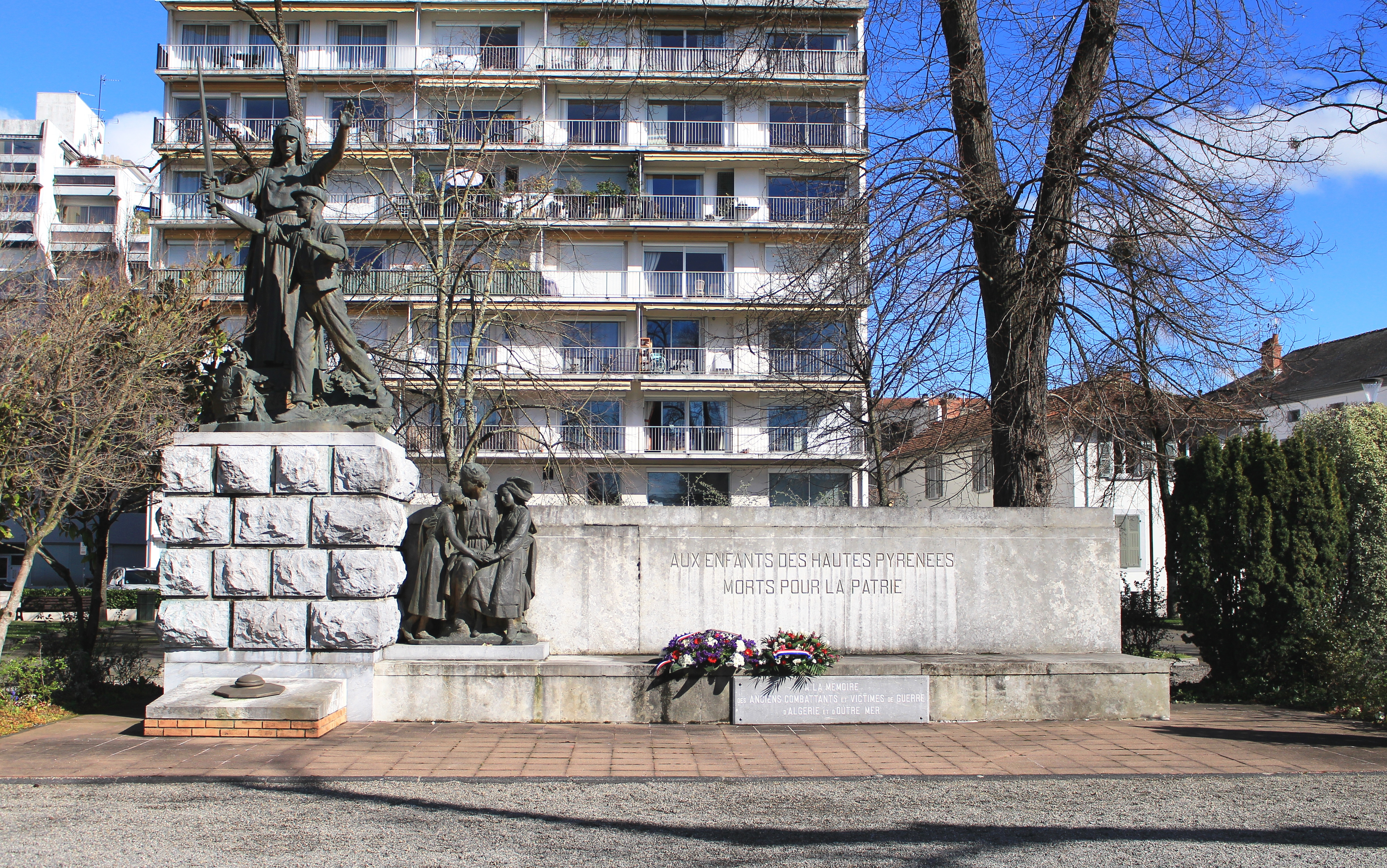
Hautes-Pyrénées
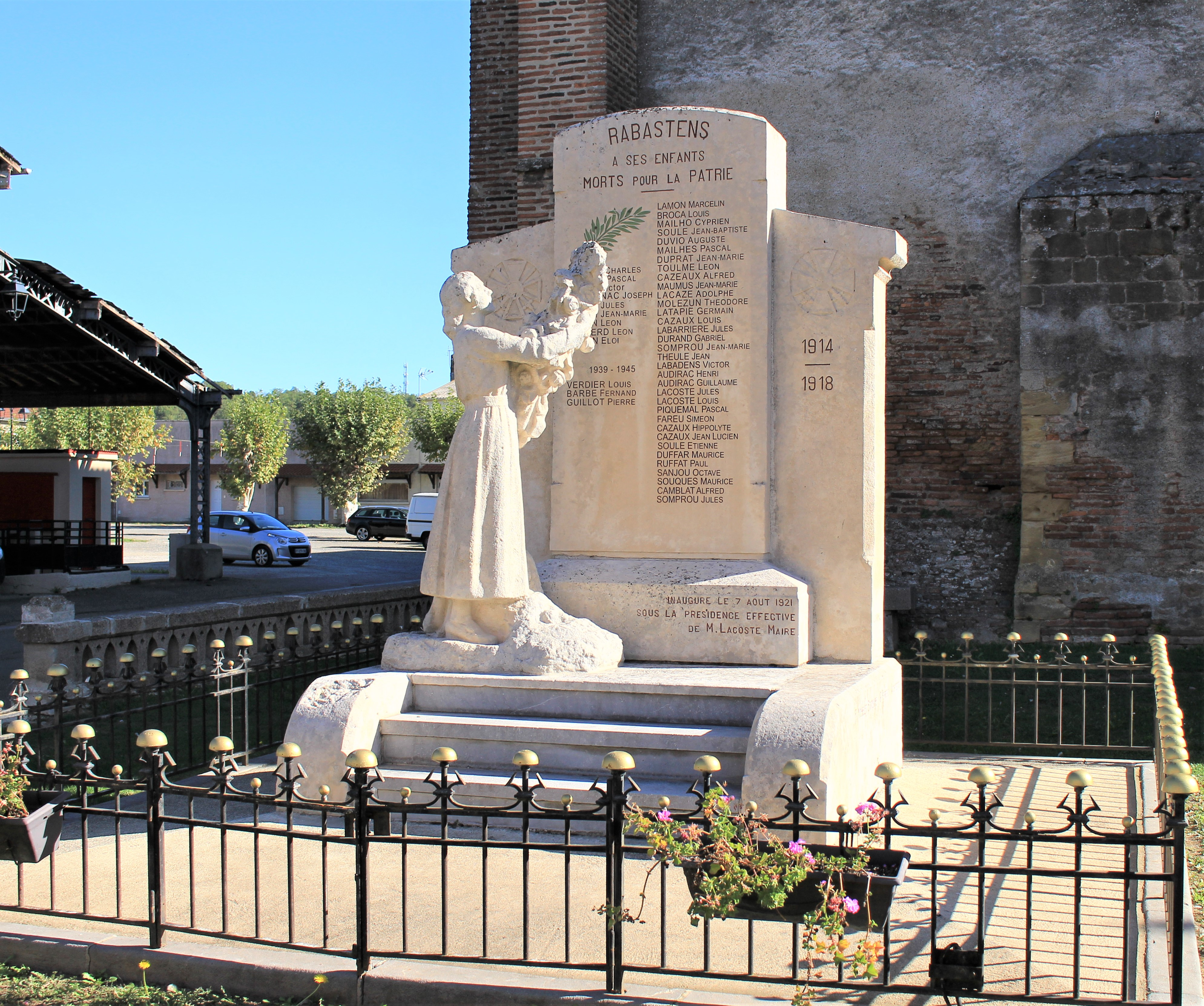
Rabastens-de-Bigorre
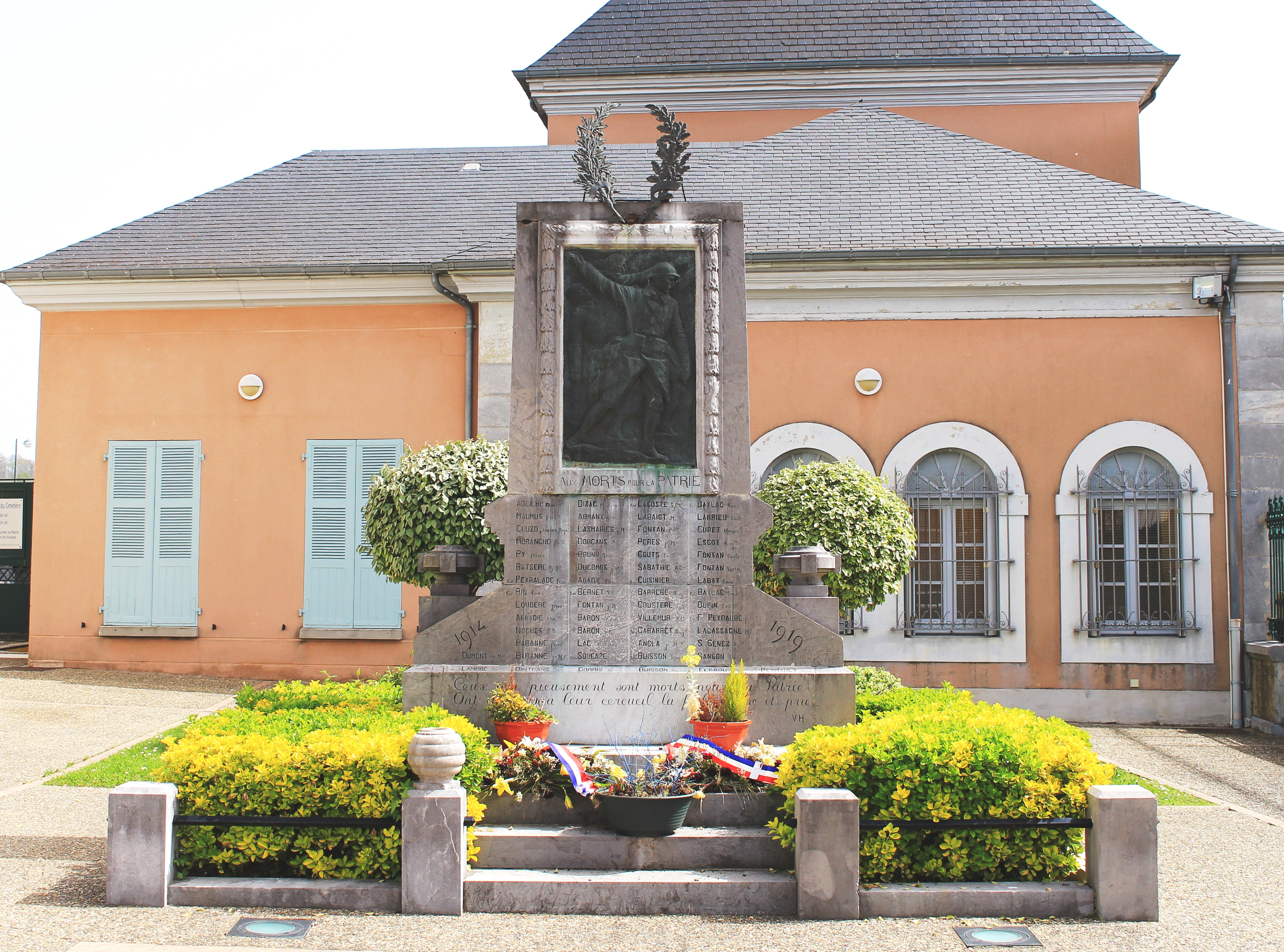
Séméac
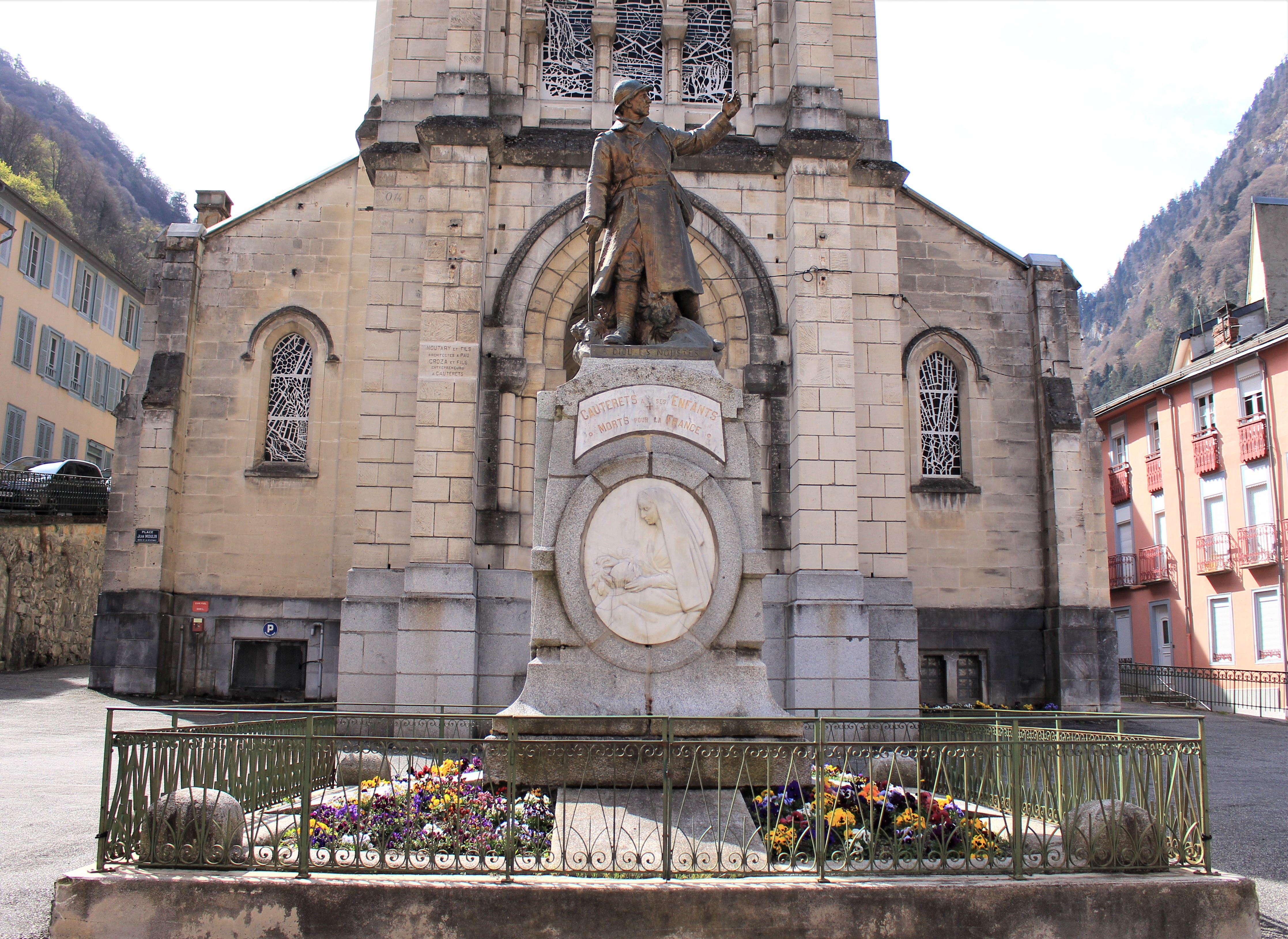
Cauterets
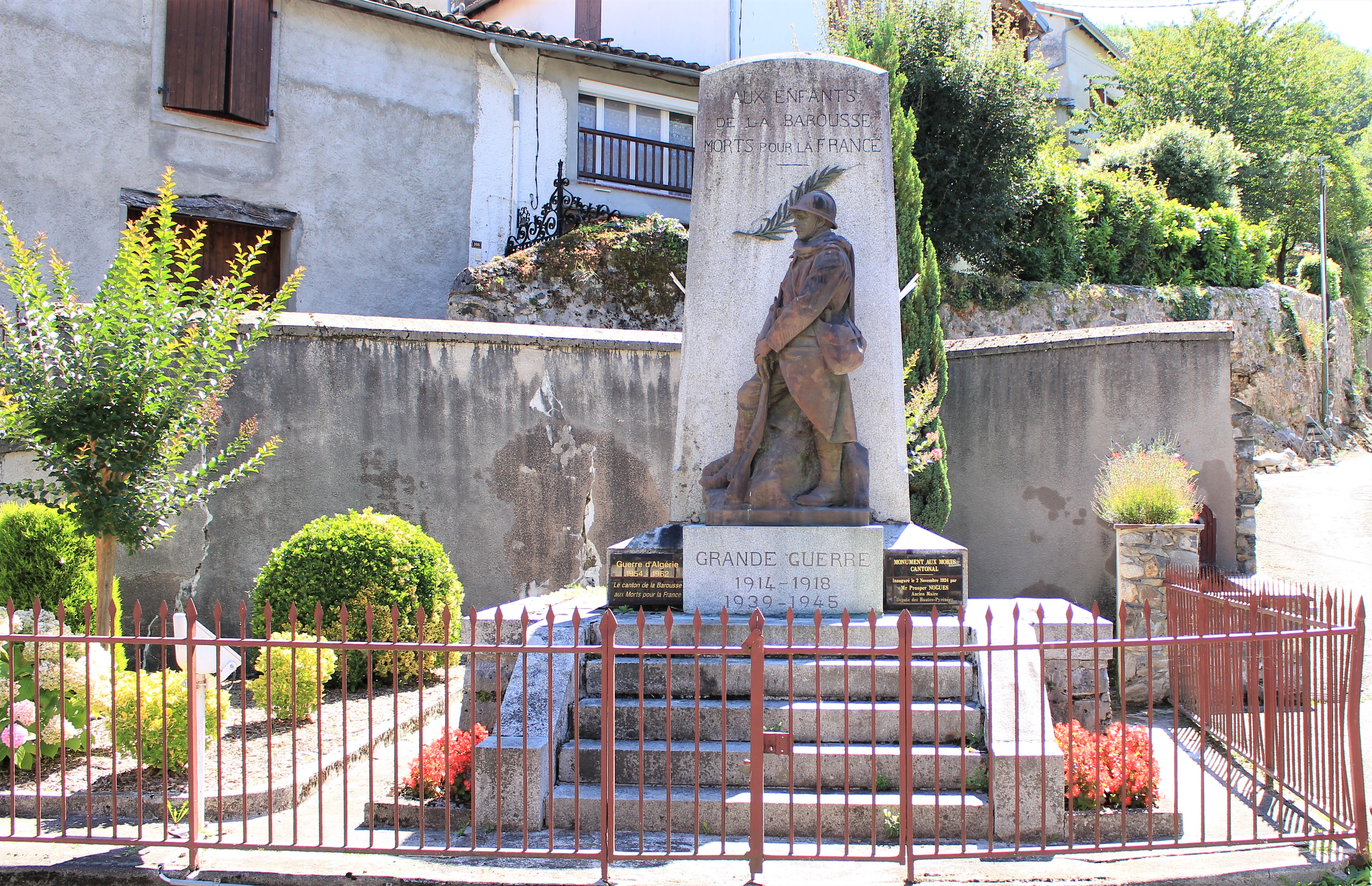
Mauléon-Barousse

- Paris :
  - Collège Stanislas : monument aux morts du collège Stanislas (1922) dans le parc privé),
  - Mairie du 5e arrondissement : monument aux morts du 5e arrondissement de Paris inauguré le 11 novembre 1930, dans la cour[12] ;
- Somme :
  - Bouchavesnes-Bergen : monument aux morts de Bouchavesnes-Bergen (1926)[13].

### Sculptures dans l'espace public
- Aude :
  - Narbonne : Ernest Ferroul (1933[14])

- Haute-Garonne :

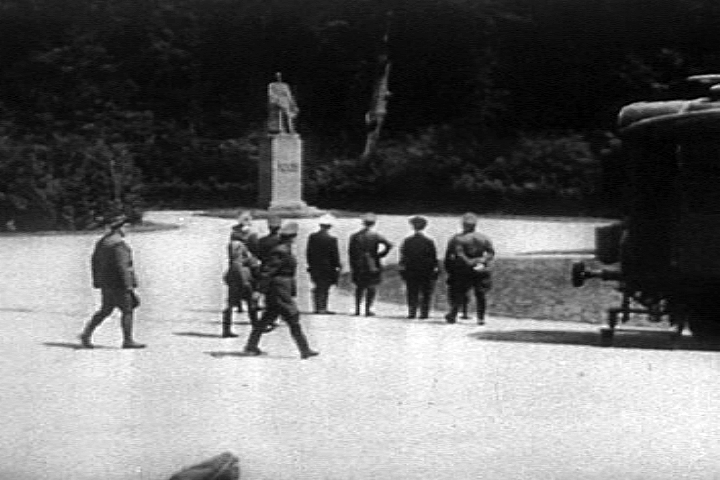
Adolf Hitler devant la statue de Ferdinand Foch, par Firmin Michelet, à Compiègne (1940).

  - Valentine : Ferdinand Foch (statue en pierre, maison du maréchal Foch) ;
- Gers :
  - Auch : D'Artagnan (statue de bronze, 1931, grand escalier) ;
- Marne :
  - Dormans : mémorial des batailles de la Marne : essentiel des sculptures murales de la chapelle supérieure[15],[16] ;
- Oise :
  - Compiègne : Ferdinand Foch (statue en pied, pierre, 1937, clairière de l'Armistice) ;
- Paris :
  - Fontaine du puits de Grenelle : médaillon d'Eugène Bouchut (bas-relief, 1905 ; place Georges-Mulot, (15e arrondissement),
  - Palais du Trocadéro : bas-relief (pierre) ;

- Hautes-Pyrénées :
  - Bagnères-de-Bigorre :

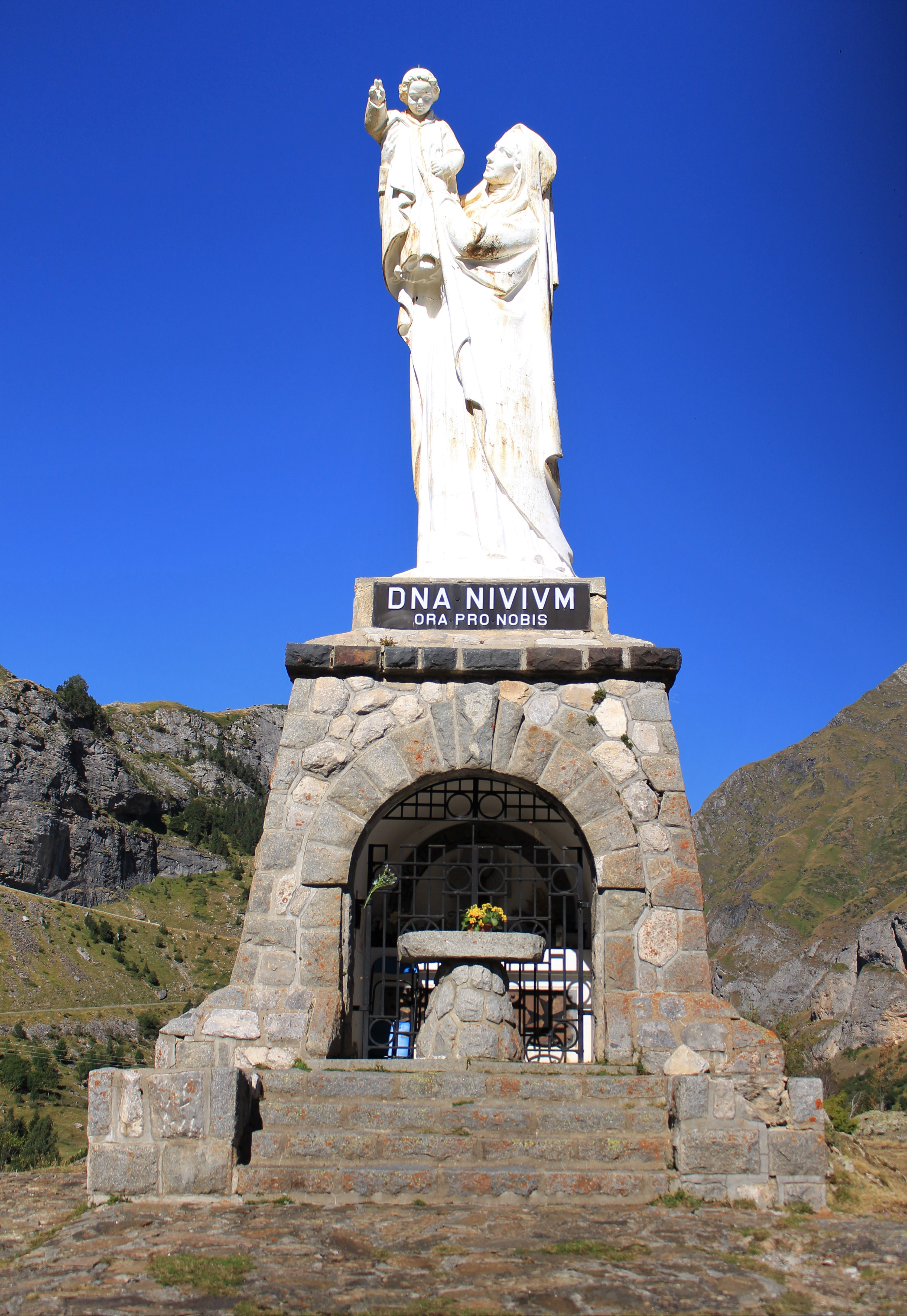
Statue de Notre-Dame Des Neiges.

    - Musée Salies, bas-reliefs de la façade[17],
    - Jeanne d'Albret (1922, bas-relief ; parc thermal[18] ;

  - Gavarnie-Gèdre : Statue de Notre-Dame-des-Neiges (1927)[19] ;
  - Tarbes :
    - Jules Laforgue (buste en pierre ; jardin Massey)[20],[21],
    - La Défense (groupe en bronze, 1911 ; allée du Général-Leclerc),
    - Statue équestre du Maréchal Foch (statue équestre, bronze, 1935)
    - François-Xavier Schoepfer (médaille en bronze de 41m/m à l'occasion de ses noces d'or sacerdotale, 1916 ; cathédrale Notre-Dame-de-la-Sède)[22] ;

  - Vic-en-Bigorre : La Charité (groupe relié en calcaire, 1912 ; maison de retraite La Clairière ; don de l'État, FNAC 4154)[23] ;
- Somme :
  - Bouchavesnes-Bergen : Ferdinand Foch (statue en pied, bronze, 1926).

### Collections de musées
- Paris :
  - École nationale supérieure des beaux-arts : Les Parques (moulage, groupe relié, avant 1912 ; en dépôt au musée des moulages de l'université de Toulouse, n° inv. D 1912 1 ; RA 985) ;
  - Musée d'Orsay :
    - Paul Dislère, conseiller d'État (médaille d'honneur en bronze, 1909, n° inv. MEDOR 931),
    - Georges Clemenceau, président du Conseil (médaille d'honneur en bronze, n° inv. MEDOR 930),
    - Gustave Larivière, secrétaire général du syndicat de la presse parisienne (médaille d'honneur en bronze, n° inv. MEDOR 940) ;
- Sèvres :
  - Musée national de Céramique : Ferdinand Foch (buste en céramique, biscuit, 1931 , n° inv. MNC28364).

### Divers
- D'Artagnan : statue en plâtre pour Auch, présentée au salon des artistes français de 1930 ; localisation inconnue ;
- Émoi : sculpture présentée au salon des artistes français de 1910 ; Ajaccio, square Griffi ;
- M. Gleitz, directeur honoraire au ministère des Colonies : buste en pierre, présenté au salon des artistes français de 1930 ;
- Scène de plage : huile sur toile, 1909 ; collection privée[24] ;
- Théodora : buste en marbre.